# La Légende de Julia
La Légende de Julia (北斗の拳 ユリア外伝 慈母の星, Hokuto no ken Yuria gaiden - Jibo no hoshi, littéralement « Hokuto no ken - La légende de Julia, l'étoile d'une mère aimante ») est un manga écrit et dessiné par Akimi Kasai, inspiré de l'œuvre Hokuto no Ken de Tetsuo Hara et Buronson. Il est prépublié dans le magazine Big Comic Superior puis publié en un volume relié en 2007 par Shōgakukan. La version française a été éditée par Asuka.
La série relate des aventures de Ken le Survivant exclusivement du côté de Julia (Yuria), la promise de Kenshiro,,,. Il est possible de faire la connaissance de nouveaux personnages mais aussi revoir des personnages déjà croisés dans la série d'origine.

## Manga

### Fiche technique
- Édition japonaise : Shōgakukan
  - Nombre de volumes sortis : 1 (terminé)
  - Date de première publication : mars 2006
  - Prépublication : Big Comic Superior
- Édition française : Asuka[5]
  - Nombre de volumes sortis : 1 (terminé)
  - Date de première publication : juin 2009
  - Format : 127 mm x 182 mm
  - 192 pages

### Liste des volumes et chapitres
| no | Japonais       | Japonais      | Français       | Français          |
| no | Date de sortie | ISBN          | Date de sortie | ISBN              |
| --- | -------------- | ------------- | -------------- | ----------------- |
| 1 | 30 août 2007   | 9784091814784 | 11 juin 2009   | 978-2-84965-579-5 |
| Liste des chapitres : 1. Sous l'étoile du destin 2. Pour celle qu'on aime 3. Au nom du miracle de l'amitié 4. Rencontre avec Shin du Nanto Kôshûken 5. Jûza le nuage entre en scène 6. Une destinée inévitable 7. Confrontation à bord 8. Deux âmes au diapason 9. Un amour immense |                |               |                |                   |

## OAV
Le manga a été adapté en OAV. La version française est publiée en DVD chez Kazé.